# 알약

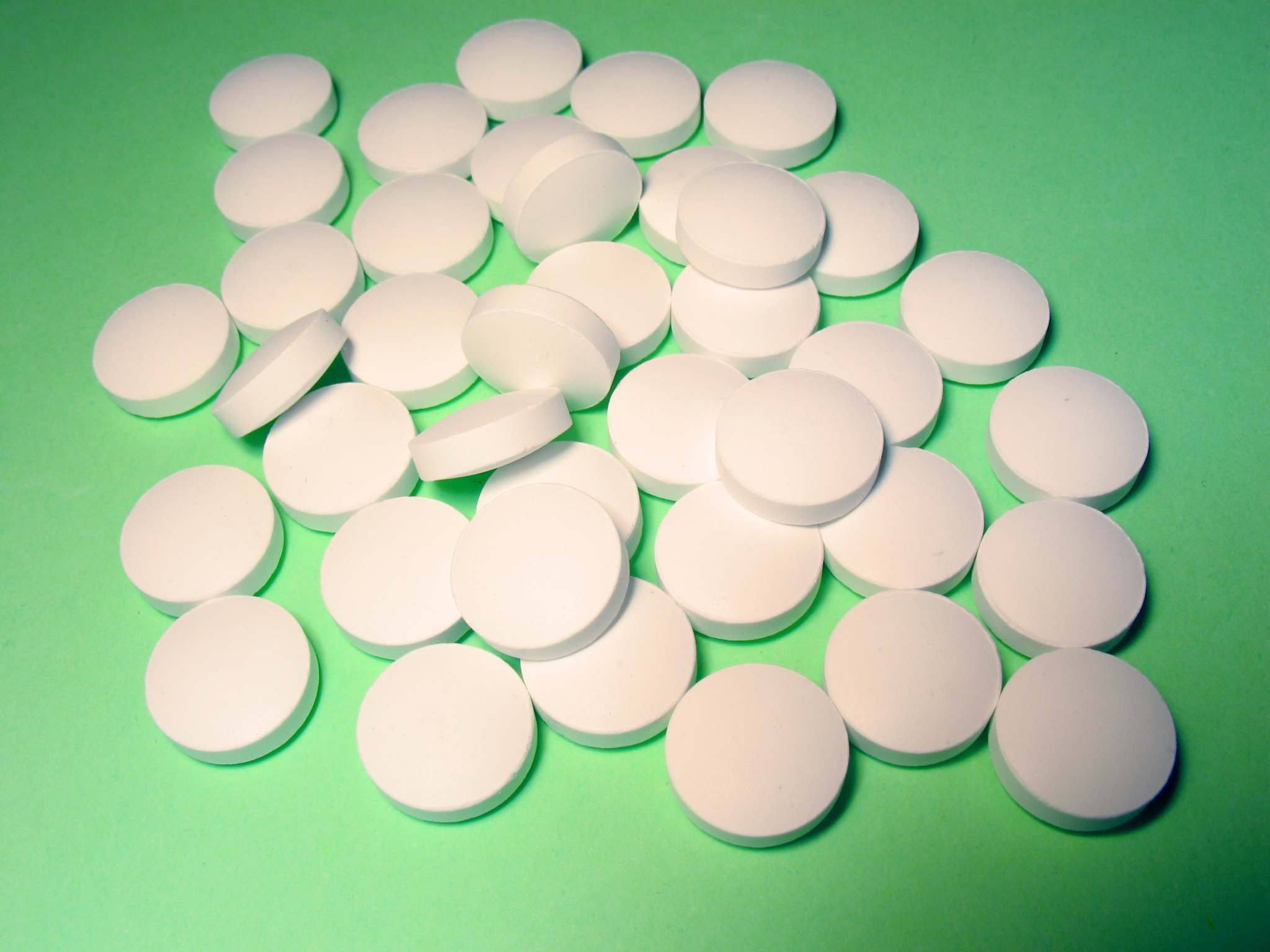
동그란 알약의 모습.

알약(―藥)은 유효 성분에 부형제(약제를 복용하기 쉽게 하기 위해 또는 어떤 형체를 만들기 위해 가하는 물질) 등을 넣은 것을 압축 형성 등의 방법에 따라 일정한 형태로 제조한 고체형태의 약이다. 어느 정도의 양을 갖고 다니기 쉽게 되어 있다. 복용할 때에는 충분한 물과 함께 삼켜야 한다. 물의 양은 알약이 붕괴되는 것에 영향을 미치기 때문이다. 또한, 물이 적으면 알약이 인두에 달라 붙어서, 점막에 궤양을 일으킬 수도 있다.

## 모양
취급하거나 삼키기 쉽게 하기 위해 모양이 정의되어 있다. 무게는 보통 200~500 밀리그램, 지름은 8~15 밀리미터 정도이다. 원반, 렌즈 등의 다양한 모양이 있다.
알약에는 식별을 통해 보통 번호나 기호가 새겨져 있고 색으로 구분할 수 있게 해 놓았다. 알약에 쓰인 타르계 색소가 발암성 문제가 있다는 의견이 있자, 최근에는 무착색 흰 알약이 사용된다.

## 종류

### 용법에 따라
- 내복용
- 구강용해
  - 외용(양치질 등을 할 때에 녹여 사용)

### 코팅에 따라
- 정해진 형태의 알약 (속방형 제제)
- 서방형 (약물이 서서히 방출 및 흡수되어, 약효가 오래 가는 제제)
- 장용성 (위에서 통과되어, 장에서 용출 및 흡수되는 제제)

## 포장
- 유리
- SP (Strip package)
- PTP (press through package)

## 품질
알약에는 다음의 품질이 요구된다.
- 무게와 함량의 균일함
- 붕괴되는 성질
- 기계적 강도

## 장단점
취급하기 쉽고 어느 정도의 양을 갖고 다니기 쉽다. 지속 시간을 조정할 수 있고, 가루약 등과 달리 겉에 무슨 약인지 확인하기 쉽다. 그러나, 양을 세세하게 조절하기 쉽지 않고, 유아나 나이가 많은 사람들은 복용하기 쉽지 않아 입 안에서 녹으면 쓴 맛이 나는 것이 단점이라고 할 수 있다. 또, 여러 의약품을 복용하려고 하면 과다 복용으로까지 이끌 수 있다.